# Bob Kane
Bob Kane, rodným jménem Robert Kahn (24. říjen 1915, New York – 3. listopad 1998, Los Angeles) byl americký komiksový kreslíř a karikaturista. Spolutvůrce legendární postavy Batmana, stejně jako dalších slavných postav batmanovské série: Robina, Jokera, Tučňáka a Catwoman.

## Život

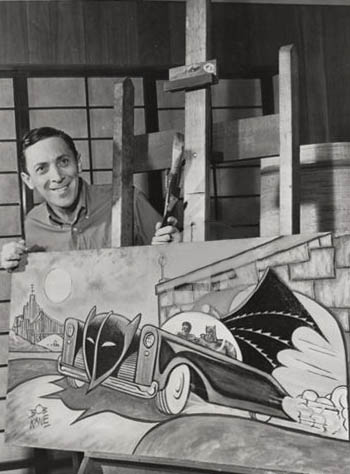
Bob Kane, 1966

Narodil se v newyorské židovské rodině, která měla kořeny ve východní Evropě. Již na střední škole se potkal a spřátelil s jiným budoucím slavným komiksovým kreslířem Willem Eisnerem. Po střední škole si také oficiálně změnil jméno na Bob Kane. Vystudoval poté vysokou školu The Cooper Union for the Advancement of Science and Art v East Village. Roku 1934 nastoupil do Max Fleischer Studio jako animátor.
V roce 1936 vydal své první komiksy: Peter Pupp a Hiram Hick. V roce 1938 začal malovat pro společnost National Comics, seriály Rusty and His Pals a Clip Carson. Vytvořil také seriál Professor Doolittle pro časopis Adventure Comics.
To byl ovšem také rok, kdy se objevil v časopise Action Comics seriál Superman. Šéf National Comics Vincent Sullivan oslovil Kanea a scenáristu Billa Fingera, aby vytvořili hrdinu, který by byl Supermanovým konkurentem a přitom byl jiný než on. Kane a Finger o jednom víkendu vymysleli Batmana, hrdinu mnohem temnějšího, chladnějšího a záhadnějšího než byl Superman, hrdinu bez superschopností a z mnohem chladnějšího a syrovějšího světa.
Podle "batmanovské" legendy hrdina komiksu, pravým jménem Bruce Wayne, jako dítě sledoval, jak byli jeho rodiče zavražděni v temné uličce New Yorku cestou domů z kina. Traumatizovaný mladý Bruce slíbil pomstít jejich smrt a pronásledovat všechny zločince světa. Vystudoval kriminologii, vycvičil své tělo k maximální pružnosti a shromáždil arzenál technických prostředků pro boj se zločinem ve městě Gotham. Jednou v noci se polekal netopýra za oknem a tak ho napadlo oblékat se jako netopýr a budit tak strach ve zbabělých a pověrčivých srdcích zločinců. První díl seriálu vyšel v 27. čísle časopisu Detective Comics v květnu 1939 pod názvem Případ chemického syndikátu.
Vizuální podoba Batmana měla několik inspiračních zdrojů, sám Kane zdůrazňoval nákresy létajících strojů Leonarda da Vinciho, kterého ho fascinovaly už v dětství. Některé vizuální rysy ovšem vymyslel Finger, například absenci duhovky a zorniček v Batmanových očích. Postavu Robina oba vymysleli o rok později. Byla přidána do hry proto, aby se s ní mohly identifikovat děti a také aby byla méně násilná a temná než Batman (Robin měl červenou vestu, zelené boty a žlutý plášť). Obě postavy se staly rychle nesmírně populární a již v roce 1940 došlo k prvním pokusům o zfilmování. V tom roce také přibyly do seriálu postava zloducha Jokera a Catwoman. Nicméně s rostoucí popularitou Batmana se tato postava stávala pro samotného Kanea nepříjemnou a stále méně se podílel na kreslení seriálu. Ačkoli se jeho jméno objevovalo na titulních stranách do roku 1964, v té době již Batmana většinou kreslili jiní kreslíři.
Po roce 1966 se z komiksového světa stáhl a pokusil se uplatnit ve vážném umění. To se mu však příliš nedařilo. V závěru života se vrátil k animaci a žil z velké části z batmanovské legendy, byl i konzultantem režiséra Tima Burtona při tvorbě jeho zřejmě nejslavnější filmové adaptace Batmana z roku 1989.

## Ocenění
Roku 1994 byl Bob Kane uveden do Jack Kirby Hall of Fame, roku 1996 do Will Eisner Comic Book Hall of Fame.